# Chiesa del Sacro Cuore di Gesù (Impruneta)

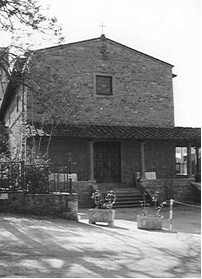
La chiesa del Sacro Cuore di Gesù

La chiesa del Sacro Cuore di Gesù è una chiesa di Tavarnuzze e si trova sulla strada che porta a Impruneta.

## Storia
La posa della prima pietra avvenne il 6 novembre 1955, per volere del parroco don Giovanni Chellini, alla presenza del cardinale Elia Dalla Costa e del sindaco di Impruneta.
L'opera, ancora incompleta, fu inaugurata nella primavera del 1957. Il 19 settembre 1959 venne consacrata de monsignor Ermenegildo Florit, arcivescovo coadiutore e futuro successore di Dalla Costa. Nell'altare sono collocate le reliquie dei santi Gennaro, Clemente e di santa Vittoria Martire.
Nei terreni annessi alla chiesa sono presenti la scuola materna e il Circolo.

## Descrizione
Il progetto originario prevedeva oltre al corpo principale della chiesa un fabbricato laterale dove si doveva sviluppare la canonica, che però aveva forme e dimensioni diverse da quello che poi è diventato l'immobile attuale.
Anche il campanile aveva forma e dimensioni diverse alle attuali, infatti lo stesso era previsto notevolmente più piccolo e ridotto, rispetto a quello che poi, su progetto dello stesso don Giovanni Chellini, fu realizzato.
Il nuovo fabbricato, anche se non ha grandi pretese architettoniche, si inserisce bene nel contesto e nel paesaggio circostante, con le sue facciate in pietrame faccia vista (realizzato con materiale locale) ed il suo loggiato frontale, che ricorda altri similari in fabbricati della campagna toscana.
L'interno, con un'unica navata, modellata e ritmata da archi a tutto sesto poggiati su lesene, è arricchita da due cappelle laterali, che contengono rispettivamente, in quella di destra l'altare dell'Altissimo, sovrastato dal quadro pittorico dipinto da Giordano Becciani (che rappresenta “La Via della Fede”), mentre in quella di sinistra troviamo una rappresentazione di Maria Santissima delle Grazie, che originariamente si trovava nella cappella della Vallombrosina a Montebuoni, tanto onorata e venerata dagli scalpellini della zona.
Il presbiterio è delimitato da un grande arco, tipico dell'architettura romanica, ed è dominato da un Crocifisso che occupa in gran parte l'abside semicircolare.
La pavimentazione di tutta la chiesa è realizzata in marmo di vari tipi, con un “tappeto centrale” all'interno del quale si trova intarsiato lo stemma della famiglia Rivetti, sempre realizzato in marmo, che rappresenta un cervo.
Le finestrature che illuminano la chiesa, sono realizzate con infissi metallici e vetrate lavorate e piombate, che rappresentano vari santi.
Nella canonica troviamo, oltre ai locali adiacenti alla chiesa adibiti a servizio del culto ed ufficio del parroco, al piano terreno rialzato l'appartamento destinato ad alloggio del parroco e suoi assistenti, mentre al piano primo si sviluppano le aule di catechismo e servizi.
Tra l'autunno del 1991 e la primavera dell'anno 1992 la canonica ha subito interventi di ristrutturazione e riordino degli ambienti, al fine di razionalizzare l'appartamento secondo le nuove necessità che si erano venute a creare, anche in funzione delle nuove necessità abitative.

## Scuola materna Circolo Cattolico
La scuola materna parrocchiale "Santa Maria Immacolata", che fu inaugurata ufficialmente dal cardinale Ermenegildo Florit il 25 settembre 1967, è stata gestita e condotta fin dall'ora dall'Ordine delle suore oblate salesiane del Sacro Cuore di Gesù. Nel giugno 2014 è stata chiusa per mancanza di iscrizioni.
Il circolo cattolico "L'Incontro" si trova sotto la ex-scuola materna e al suo interno troviamo un bar con un grande vano oltre una bella sala per cinema teatro e servizi annessi.